# Патыра, Мариуш
Мариуш Патыра (пол. Mariusz Patyra; род. 21 ноября 1977, Ожиш) — польский скрипач.
Учился в Ольштыне и Варшаве, затем в Ганновере у Кшиштофа Венгжина и Ины Керчер и наконец в Кремоне у Сальваторе Аккардо. Завоевал ряд премий на международных конкурсах скрипачей, высшая из которых — награда за первое место в Международном конкурсе имени Паганини (2001) вместе со специальным призом за лучшее исполнение каприсов Паганини.
Репертуар Патыры простирается от Баха до Шимановского с особым акцентом на творчество Мендельсона и Брамса. Скрипач широко гастролирует по Европе.